# Судзиловская, Олеся Ильинична
Оле́ся Ильи́нична Судзило́вская (род. 20 мая 1974, Зеленоград) — советская и российская актриса театра и кино, телеведущая. Заслуженная артистка Российской Федерации (2024).

## Ранние годы
Родилась 20 мая 1974 года в Зеленограде.
С детства занималась художественной гимнастикой. 
В 14 лет была приглашена на пробы в кинофильм «Посредник» Владимира Потапова, в котором позже сыграла главную роль.
После школы поступила в Школу-студию МХАТ (мастерская Авангарда Леонтьева), которую окончила в 1997 году. В том же году стала актрисой театра имени Владимира Маяковского.

## Карьера
Регулярно снимается в кино и сериалах, свою первую актерскую популярность получила в 2000 году, благодаря участию в таких проектах как «Ландыш серебристый» режиссёра Т. Кеосаяна, «Мама, не горюй», «Мусорщик».
В 2013 году в конкурсной программе «Кинотавра» состоялась премьера фильма режиссёров А. Чупова и Н. Меркуловой «Интимные места», снятого при участии Судзиловской. В 2018 году вышел сериал «Домашний арест», получивший множество наград.
9 марта 2021 года на телеканале ТНТ состоялась премьера сериала «Девушки с Макаровым», в котором актриса исполнила главную роль начальника следственного отдела.
В 2021 году снялась в откровенной фотосессии для журнала MAXIM и появилась на обложне ноябрьского номера.
6 января 2022 года в российский прокат вышла романтическая комедия «Свингеры» с Дмитрием Нагиевым, в котором актриса исполнила одну из главных ролей.
В начале 2024-го присвоили звание заслуженной артистки РФ.
По состоянию на 2025 год снялась в более чем 80 фильмах.

## Личная жизнь
4 января 2009 года у актрисы родился сын Артём, а 26 октября того же года она вышла замуж за отца своего ребёнка — бизнесмена Сергея Дзебаня.
19 января 2016 года у неё родился второй сын Майк.

## Творчество

### Роли в театре
- 1997 — «День рождения Смирновой», реж. И. Золотовицкий — Полина
- 1998 — «Как вам это полюбится», реж. А. Гончаров — Селия
- 1999 — «Любовь студента», реж. Ю. Иоффе — Зинаида Васильевна
- 2000 — «Жертва века», реж. А. Гончаров — Шансонетка
- 2001 — «Входит свободный человек»
- 2001 — «Дети Ванюшина», реж. А. Гончаров — Катя
- 2002 — «Рамки приличий», реж. А. Максимов — Климентина
- 2003 — «Карамазовы», реж. С. Арцибашев — Катерина Ивановна
- 2006 — «Штирлиц идёт по коридору. — По какому коридору? — По нашему коридору…», реж. Е. Шевченко — Александра (театр «Другой театр»)
- 2007 — «Русский джокер», реж. Л. Трушкин — Ангора
- 2008 — «Опасный поворот», реж. С. Арцибашев — Фреда Кэплан
- 2009 — «Результат на лицо», реж. А. Житинкин
- 2010 — «Коварство и любовь», реж. Н. Чусова — леди Мильфорд

### Фильмография
| Год       |     | Название                                      | Роль                                                                     |
| --------- | --- | --------------------------------------------- | ------------------------------------------------------------------------ |
| 1990      | ф   | Посредник                                     | Настя                                                                    |
| 1997      | ф   | Мама, не горюй                                | Марина                                                                   |
| 1998      | с   | Чехов и Ко (эпизоды «В пансионе» и «Папаша»)  | Пальцева / горничная                                                     |
| 1999      | док | Живой Пушкин                                  | Имя персонажа не указано                                                 |
| 1999      | кор | Ферзевый гамбит                               | Имя персонажа не указано                                                 |
| 2000      | ф   | Ландыш серебристый                            | Катя                                                                     |
| 2000      | с   | Остановка по требованию                       | Соня                                                                     |
| 2001      | ф   | Мусорщик                                      | столичная «журналистка»                                                  |
| 2001      | с   | Остановка по требованию 2                     | Соня                                                                     |
| 2001      | ф   | Подари мне лунный свет                        | Лена                                                                     |
| 2001      | с   | Саломея                                       | жена помещика Левандовского                                              |
| 2001      | с   | Сыщики (эпизод «Октябрёнок с самолётиком»)    | Анастасия, хозяйка салона                                                |
| 2002      | с   | Дронго                                        | Марта                                                                    |
| 2002      | ф   | Светские хроники                              | Анна Разина                                                              |
| 2003      | с   | Бандитский Петербург. Фильм 5. «Опер»         | Тихорецкая                                                               |
| 2003      | с   | Бандитский Петербург. Фильм 6. «Журналист»    | Тихорецкая                                                               |
| 2003      | с   | Остров без любви                              | Катенька / Верочка                                                       |
| 2004      | ф   | Легенда о Кащее                               | Лихо-воительница                                                         |
| 2004      | ф   | Не забывай                                    | Марта                                                                    |
| 2004      | с   | Параллельно любви                             | Диана                                                                    |
| 2005—2006 | с   | Золотые парни                                 | Вика Карамова (Суханова)                                                 |
| 2005      | с   | Мошенники                                     | Наталья                                                                  |
| 2005      | ф   | Сматывай удочки                               | начальник отдела по борьбе с наркомафией, стриптизёрша                   |
| 2006      | ф   | Бедная крошка                                 | Змея                                                                     |
| 2006      | ф   | Конец света                                   | Кристина Угорская                                                        |
| 2006      | тф  | Цветы для Снежной королевы                    | Стриженова                                                               |
| 2006      | ф   | Девочки                                       | Саша                                                                     |
| 2007      | ф   | В ожидании чуда                               | Кэт                                                                      |
| 2007      | с   | На пути к сердцу                              | Лиза                                                                     |
| 2008      | ф   | Новогодняя ночь на Первом канале              | девушка в Париже                                                         |
| 2008      | ф   | 2-Асса-2                                      | Ольга, дочь Крымова и Агнессы                                            |
| 2008      | ф   | Бумеранг                                      | Анна Фрейн                                                               |
| 2008      | ф   | Золотой ключик                                | Анжела Долькина                                                          |
| 2008      | ф   | Московский жиголо                             | Мария Озерцова                                                           |
| 2008      | ф   | Неидеальная женщина                           | Симкина                                                                  |
| 2009—2010 | с   | Журов                                         | Наташа Феофанова                                                         |
| 2009      | ф   | Райский уголок                                | Имя персонажа не указано                                                 |
| 2009      | с   | Северный ветер                                | Виктория                                                                 |
| 2010      | с   | Алиби» на двоих (эпизод «Киношники»)          | Лариса Сафронова                                                         |
| 2010      | тф  | Богатая Маша                                  | Лиза Черновицкая                                                         |
| 2010      | ф   | Взрослая дочь, или Тест на…                   | Варвара                                                                  |
| 2011      | с   | Гражданка начальница. Продолжение             | Анна Грачёва                                                             |
| 2011      | с   | Контригра                                     | немка на улице                                                           |
| 2011      | ф   | Ты и я                                        | Анна                                                                     |
| 2011      | ф   | Камень                                        | Наташа Гиреева                                                           |
| 2012      | ф   | Время любить                                  | Марина                                                                   |
| 2012      | док | Так рано, так поздно                          | Имя персонажа не указано                                                 |
| 2012      | ф   | Личные обстоятельства                         | Катя                                                                     |
| 2012      | с   | Отдел С.С.С.Р.                                | Катя Самсонова                                                           |
| 2012      | ф   | Стань мной                                    | Надя                                                                     |
| 2012      | с   | Учитель в законе. Возвращение                 | Инга                                                                     |
| 2013      | ф   | Дед 005                                       | мать Анны                                                                |
| 2013      | док | Ивар Калныньш. Роман с акцентом               | Имя персонажа не указано                                                 |
| 2013      | с   | Бомбила. Продолжение                          | Марта Куличкова                                                          |
| 2013      | ф   | Интимные места                                | Светлана                                                                 |
| 2013      | ф   | О чём молчат девушки                          | Лада                                                                     |
| 2014      | с   | Дом с лилиями                                 | Говорова                                                                 |
| 2014      | ф   | Дело Ангела                                   | мама Аиды                                                                |
| 2015      | с   | Орлова и Александров                          | Любовь Орлова                                                            |
| 2015      | с   | Истребители. Последний бой                    | Алла Лазуркевич                                                          |
| 2015      | ф   | Ставка на любовь                              | Альбина Скворцова, жена Сухумского, служащая мэрии                       |
| 2017      | ф   | Яна+Янко                                      | Яна Титова                                                               |
| 2018      | с   | Домашний арест                                | Виктория Аникеева, жена Аркадия, любовница Павла                         |
| 2017—2019 | с   | Адаптация                                     | старший агент ЦРУ                                                        |
| 2019      | с   | Филатов                                       | Алиса Филатова, жена Андрея Филатова                                     |
| 2019      | ф   | Дикая Лига                                    | Элис                                                                     |
| 2020      | кор | Аптека счастья                                | Имя персонажа не указано                                                 |
| 2020      | кор | Волна-волна                                   | Имя персонажа не указано                                                 |
| 2021      | с   | Девушки с Макаровым                           | Ольга Викторовна Романова, начальник следственного отдела, майор юстиции |
| 2021      | с   | Сказки Пушкина. Для взрослых (серия «Лебедь») | Лебедь, жрица-затворница                                                 |
| 2021      | ф   | Свингеры                                      | Федулова                                                                 |
| 2021      | с   | Бесит                                         | Надя                                                                     |
| 2022      | ф   | День слепого Валентина                        | Елена                                                                    |
| 2022      | с   | Девушки с Макаровым-2                         | Романова                                                                 |
| 2023      | ф   | Новогодний ол инклюзив                        | Наташа                                                                   |
| 2023      | с   | Короче, план такой                            | Нэнси                                                                    |
| 2023      | ф   | Хоккейные папы                                | Ведущая Олеся                                                            |
| 2024      | с   | Казачок                                       | Елена, мама Стёпы                                                        |

## Работа на телевидении
- «Семейные новости» (позже — «Служба личных новостей») — информационно-развлекательная телепередача на РТР, затем на ТНТ[10]
- «Субботник» — утренняя субботняя телепередача, рассказывающая про известные персоны на телеканале «Россия-1»[11]

## Награды
- Премия «Angel Kiss Awards» в рамках XXXII ММКФ за «ангельскую преданность» искусству (2010)
- Главный приз и титул «Жемчужина года» от ювелирной марки "Misaki (2011)
- Премия «Прорыв года» журнала «Moda Topical» в номинации «За красоту и мастерство» (2011)
- Премия Лены Лезиной в области красоты в номинации «Самая стильная актриса года» (2012)
- Премия «Красота и здоровье» (2016)
- Заслуженная артистка Российской Федерации (5 февраля 2024 года) — за вклад в развитие отечественной культуры и искусства, многолетнюю плодотворную творческую деятельность[12]

## Клипы
1. 2025 — «Сыграем Шуберта»

## Участие в клипах
1. 2007 — «Где живёт любовь» (исп. Александр Буйнов)
2. 2012 — «Богом данная мне» (исп. Андрей Ковалёв)
3. 2021 — «Я Артист» (исп. Александр Буйнов)